# Scotiophyes
Scotiophyes là một chi bướm đêm thuộc phân họ Tortricinae của họ Tortricidae.

## Các loài
- Scotiophyes faeculosa (Meyrick, 1928)
- Scotiophyes hemiptycha Diakonoff, 1983
- Scotiophyes nebrias Diakonoff, 1984